# George McFarland

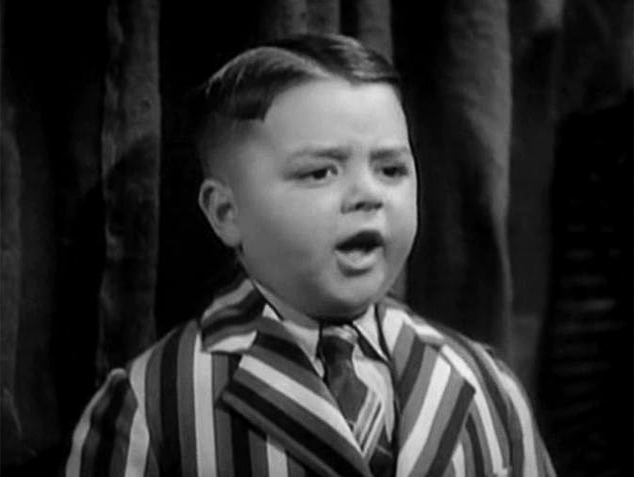
Spanky in Our Gang Follies of 1938 uit 1937

George Robert Phillips McFarland (Dallas (Texas), 2 oktober 1928 - Grapevine (Texas), 30 juni 1993) was een Amerikaans acteur.
McFarland werd bekend toen hij in 1932 als kleuter een rol kreeg in de komische filmserie Our Gang. Hij was hier tot 1942 in te zien. Toen hij volwassen werd, stopte hij met acteren en kreeg hij diverse andere banen.
George McFarland stierf op 64-jarige leeftijd aan een hartaanval. In 1994 ontving hij postuum een ster op de Hollywood Walk of Fame.